# Colour Theory
Colour Theory è il quarto album del gruppo inglese Submotion Orchestra, pubblicato dalla Counter Records (etichetta della Ninja Tune) nel 2016.

## Tracce
Compact disc
1. Red Dress – 4:36
2. More Than This – 5:10
3. Kimono – 4:38
4. In Gold – 5:36
5. Amira – 4:59
6. Needs – 5:37
7. Empty Love – 3:32
8. Jaffa – 5:08
9. Illusions – 4:47
10. A0 – 5:32

Durata totale: 49:35

## Formazione
- Ruby Wood: voce
- Dom 'Ruckspin' Howard: produttore
- Tommy Evans: percussioni
- Taz Modi: tastiere
- Simon Beddoe: tromba
- Danny Templeman: percussioni
- Chris 'Fatty' Hargreaves: basso